# Mont Saint-Rigaud
Le mont Saint-Rigaud, surnommé « le toit du Rhône », fait partie des monts du Beaujolais. S'élevant à plus de 1 000 mètres d'altitude, il est le point culminant du département du Rhône et est situé au nord-ouest du département dans la commune de Monsols, dans le Bois d'Ajoux.

## Toponymie
Il fut appelé jusqu'à la Révolution française mons solis, ce qui signifiait « montagne du soleil » ou bien « montagne du solitaire », d'où le nom de la commune de Monsols ; de même que montagne d'Ajoux par déformation du latin alto jungo qui signifiait « sommet élevé »[réf. souhaitée].

## Géographie
L'accès au mont Saint-Rigaud se fait par différents cols :
- à l'est, le col du Fût d'Avenas (762 mètres) et le col de Crie (622 mètres)
- au sud ouest, le col des Écharmeaux (712 mètres)
- au nord ouest, le col de Champ Juin (742 mètres)

Ce mont est sur le chemin de pèlerinage reliant Cluny à Saint-Jacques-de-Compostelle, en passant par Le Puy-en-Velay, matérialisé aujourd'hui par le GR 7.
La source et la tour de bois sont accessibles depuis un petit chemin goudronné et en forte pente mais interdit aux véhicules.
La table d'orientation présente sur la tour de bois permet de découvrir les monts du Beaujolais, permettant notamment de distinguer le village perché de Propières mais aussi le Mâconnais un peu plus loin. En outre, on peut apercevoir par temps clair le puy de Dôme mais aussi le mont Blanc et la chaîne alpine.
Le mont Saint-Rigaud est le sommet de plus de 1 000 mètres le plus septentrional du Massif central.

## Histoire

### Un prieuré clunisien
Une chapelle fut édifiée sur cette montagne vers l'an 600, remplaçant un ancien autel romain dédié au dieu Jupiter. Cette chapelle obtint le titre de prieuré en 929 avec le moine de Ligny. Placée dès lors sous l'obédience du monastère de Cluny et suivant les règles bénédictines, elle fut appelée prieuré de Saint-Victor d'Ajoux, alors consacré à Saint-Loup. Gérard le Verd, moine de Cluny décida en 1125 de finir sa vie sur cette montagne, faisant de ce prieuré une résidence permanente alors que des religieux n’étaient envoyés qu’occasionnellement avant. Les derniers moines recensés sur cette montagne restèrent jusqu'en 1420 et décédèrent, selon une légende, à la suite d'un hiver très rigoureux. La chapelle à l'abandon s'est effondrée en 1812.

### La source sacrée

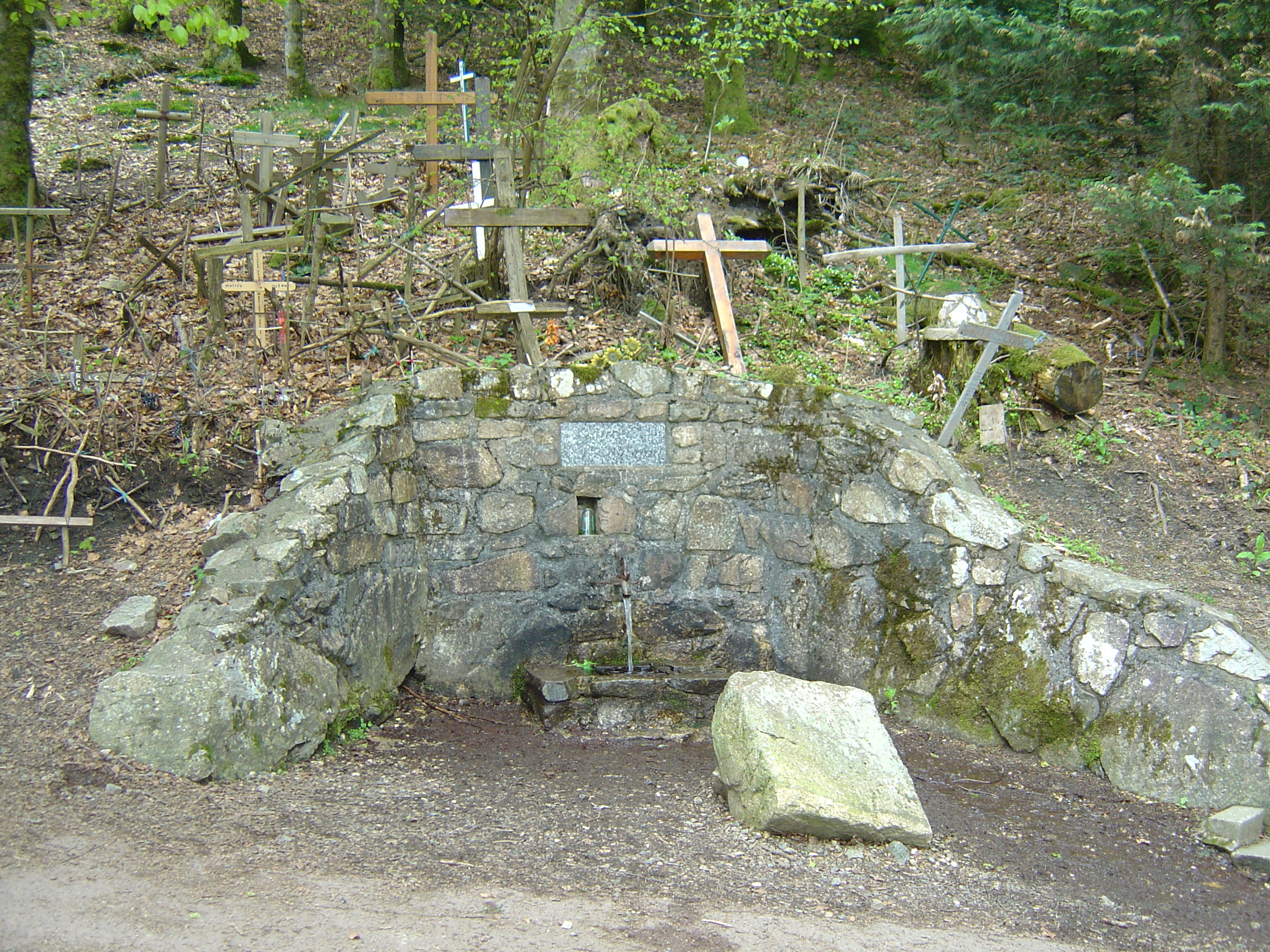
La fontaine sacrée

On donne à la source du mont Saint-Rigaud des vertus : celle-ci traiterait les maux de gorge, les douleurs rhumatismales et plus encore la stérilité des femmes. À l'origine, une légende raconte que l'un des derniers moines présents possédait des dons de guérison et que sa sépulture fut placée à l'emplacement actuel de la fontaine, donnant à l'eau qui en coulait des vertus médicinales. La source a été abandonnée jusqu'en 1988[réf. nécessaire] aux plantes aquatiques avant d'être débroussaillée et remise en valeur par le Club des Anciens de Monsols. Les croix de bois à côté de la source ont été plantées par des pèlerins pour marquer leur passage.

## Protection environnementale
Le mont Saint-Rigaud est classé en zone naturelle d'intérêt écologique, faunistique et floristique. Parmi les différents types d'oiseaux rencontrés, on compte la chouette de Tengmalm, l'engoulevent d'Europe, la bécasse des bois et le grimpereau des bois. Des reptiles comme le lézard vivipare ou le lézard des souches sont également recensés. Quant au patrimoine floristique, il se compose de fougères des montagnes et de l'aconit tue-loup.

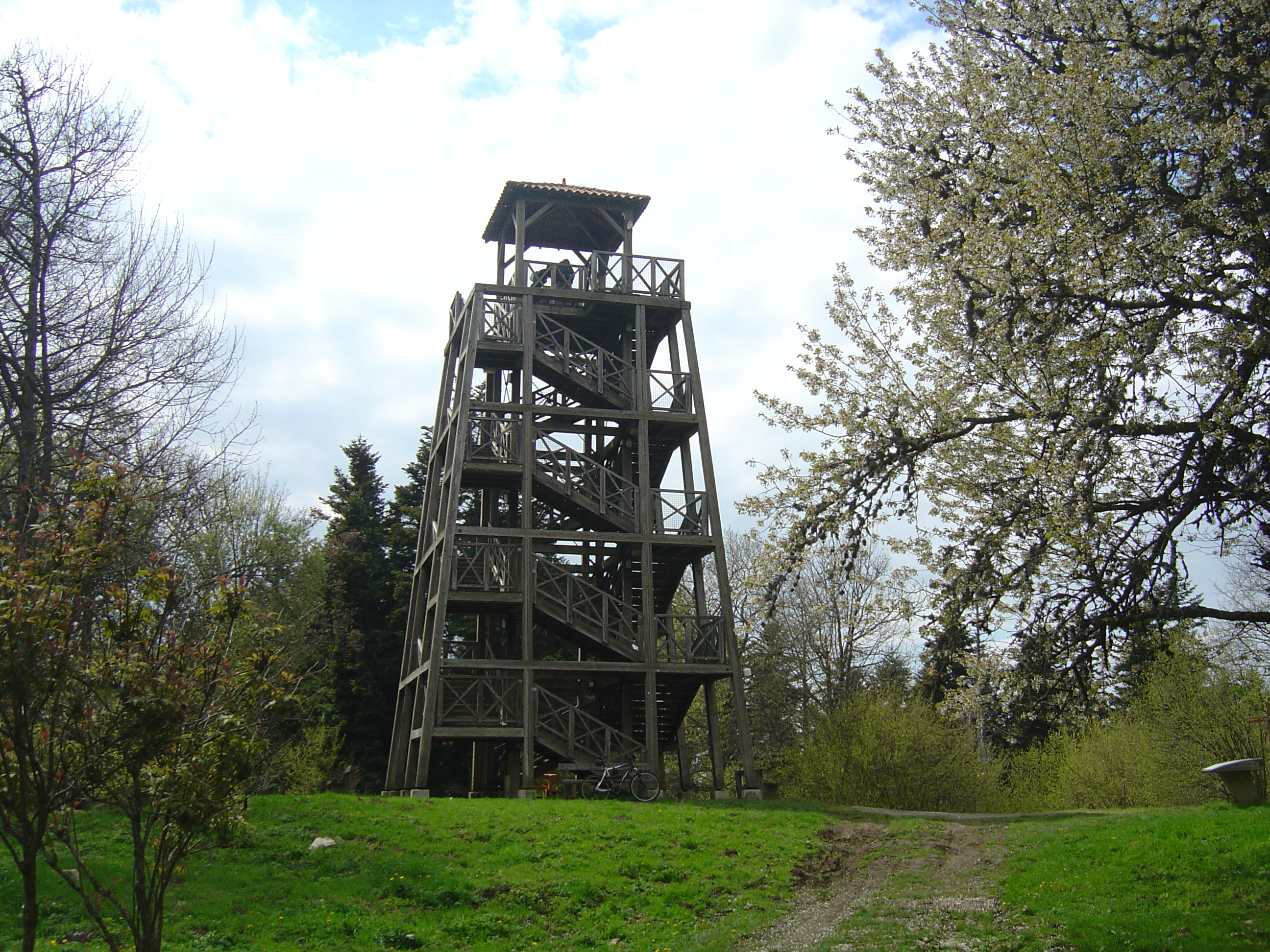
Tour de bois au sommet du mont Saint-Rigaud
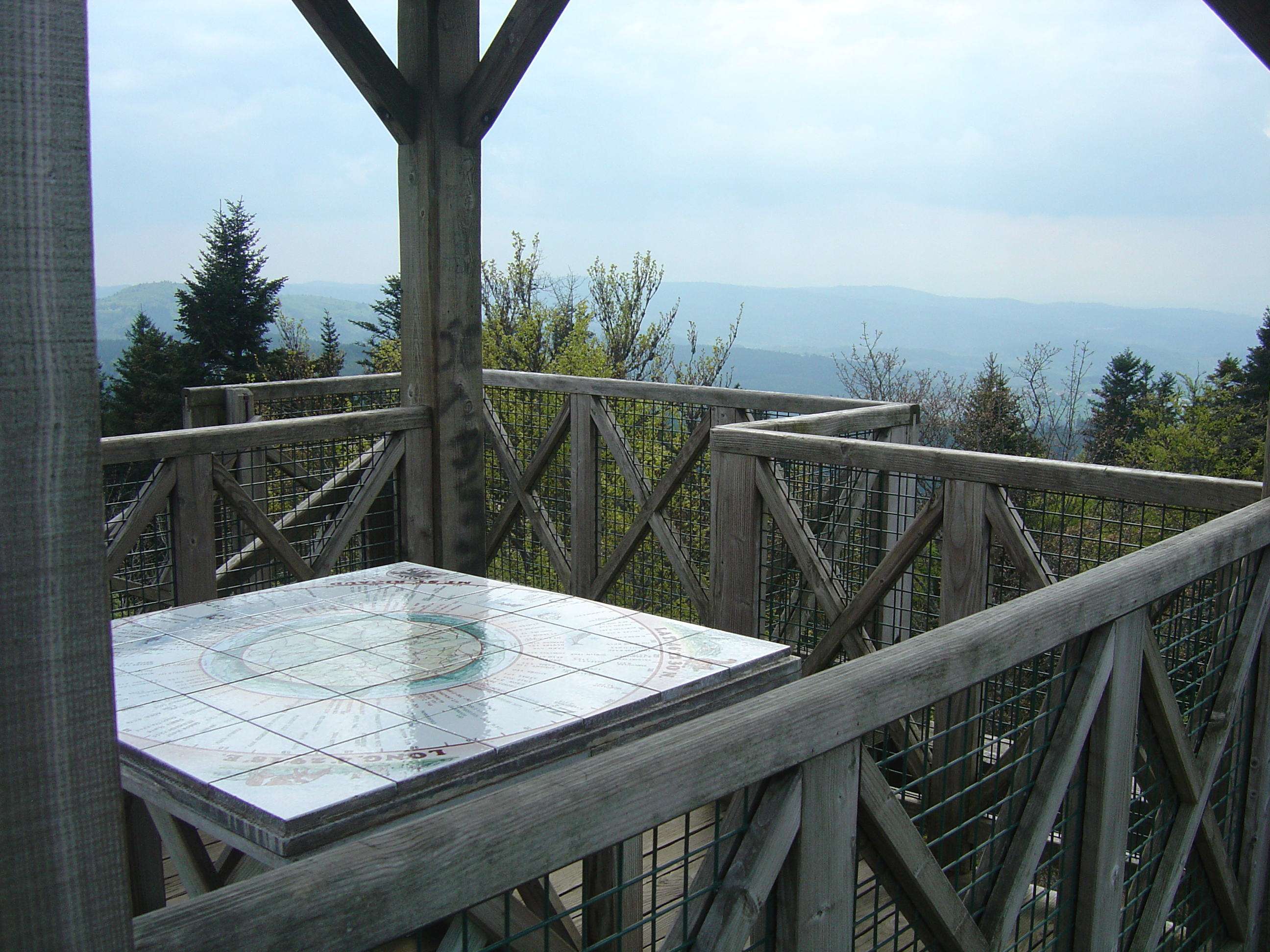
Table d'orientation au sommet de la tour de bois
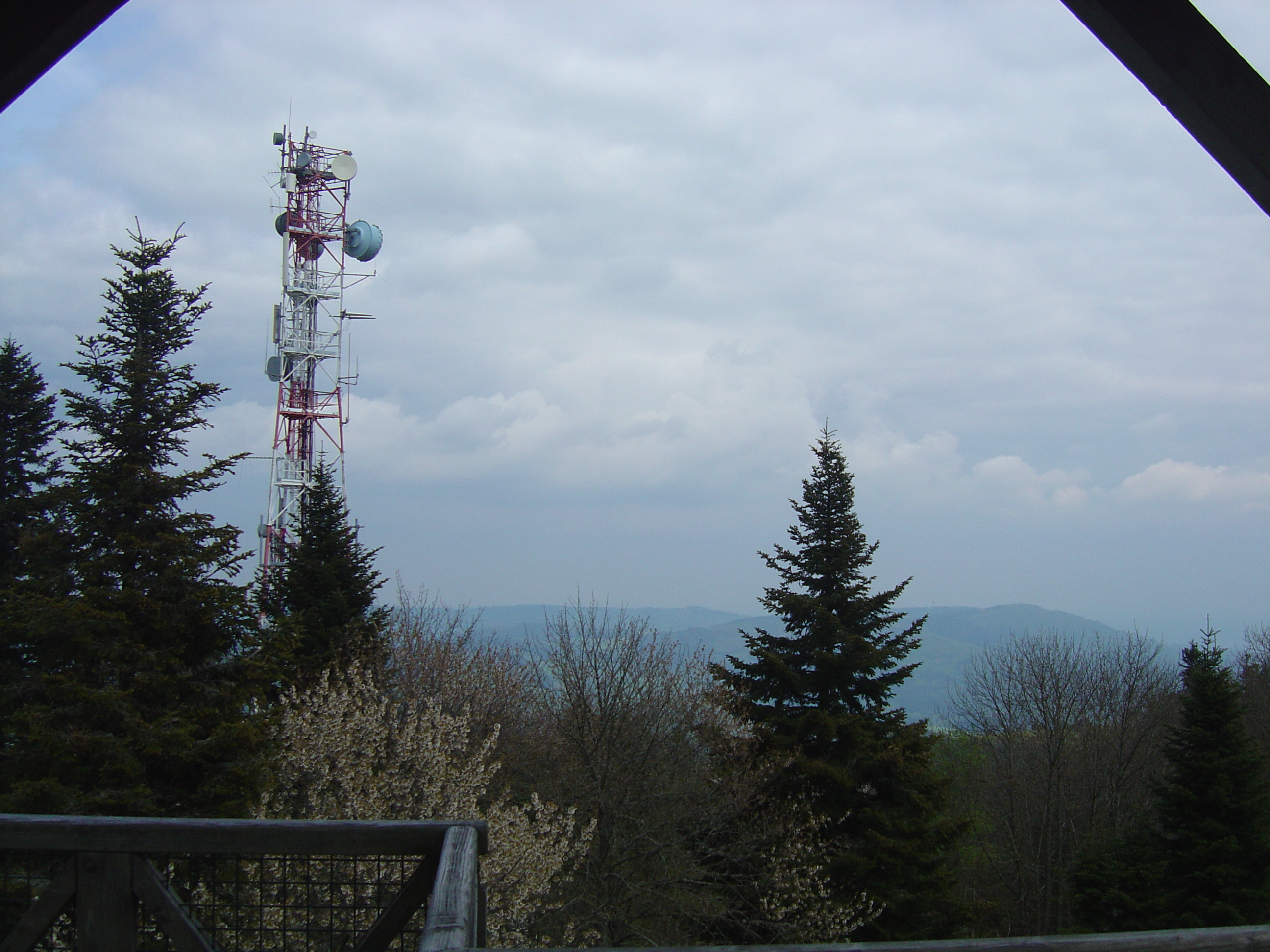
Tour TDF du mont Saint-Rigaud